# کالدرارا دی رنو
کالدرارا دی رنو (به ایتالیایی: Calderara di Reno) یک کومونه در ایتالیا است که در استان بولونیا واقع شده‌است.

## خصوصیات
کالدرارا دی رنو ۴۱٫۳ کیلومترمربع مساحت و ۱۲٬۷۵۴ نفر جمعیت دارد و ۳۰ متر بالاتر از سطح دریا واقع شده‌است.